# Hugo Hadwiger

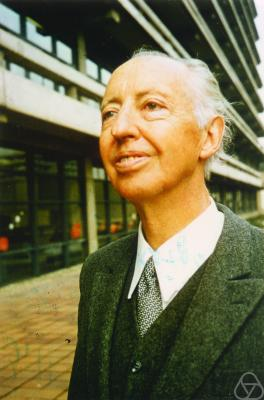
Hugo Hadwiger (1973)

Hugo Hadwiger (* 23. Dezember 1908 in Karlsruhe; † 29. Oktober 1981 in Bern) war ein Schweizer Mathematiker, der sich mit Integralgeometrie, konvexer und kombinatorischer Geometrie und Graphentheorie beschäftigte.

## Leben
Hadwiger studierte von 1929 bis 1935 Mathematik, Physik und Versicherungslehre in Bern und Hamburg (1935 bei Wilhelm Blaschke) und wurde 1934 in Bern promoviert (Umordnung von Reihen analytischer Funktionen). 1936 habilitierte er sich und war dann Privatdozent an der Universität Bern, ab 1937 außerordentlicher und ab 1945 bis zu seiner Emeritierung 1977 ordentlicher Professor. 1947/48 und 1960/61 war er dort Dekan der mathematischen Fakultät.
Hadwiger ist vor allem durch Untersuchungen zur geometrischen Maßtheorie bekannt (Hadwigers Theorem in der Integralgeometrie). Außerdem verbesserte er die Lösung von Hilberts 3. Problem durch Max Dehn, indem er dessen Kriterium für die Zerlegungsgleichheit von Polyedern von drei auf höhere Dimensionen verallgemeinerte. Dehn hatte für drei Dimensionen gezeigt, dass es Polyeder gleichen Volumens gibt, die nicht zerlegungsgleich sind, was der elementargeometrischen Begründung des Volumens einen Riegel vorschob. Hadwiger vereinfachte damit den undurchsichtigen und komplizierten Beweis von Dehn nochmals.
In der Graphentheorie formulierte er 1943 eine bis heute ungelöste Vermutung über Färbungen von Graphen, die sich an den Vier-Farben-Satz anlehnt: Sind die Ecken eines ungerichteten Graphen nur mit mindestens k Farben so färbbar, dass keine zwei verbundenen Eckpunkte dieselbe Farbe haben, dann gibt es k disjunkte zusammenhängende Untergraphen, die alle paarweise durch mindestens eine Kante verbunden sind (Hadwigers Vermutung).
Während des Zweiten Weltkriegs arbeitete er an der Modifizierung der schweizerischen Version der Enigma-Chiffriermaschine, dem Modell Enigma-K, und entwickelte darauf aufbauend die  Nema (neue Maschine).
Zu seinen Doktoranden gehören Jürg Rätz und Arnold Kirsch.

## Schriften
- Vorlesungen über Inhalt, Oberfläche und Isoperimetrie. Springer, Grundlehren der mathematischen Wissenschaften, 1957.
- Altes und Neues über konvexe Körper. Birkhäuser 1955.
- Über eine Klassifikation der Streckenkomplexe. Vierteljahresschrift der Naturforschenden Gesellschaft Zürich, Bd. 88, 1943, S. 133–143 (Hadwigers Vermutung in der Graphentheorie).
- Mit H. Debrunner, V. Klee: Combinatorial geometry in the plane. Holt, Rinehart and Winston, New York 1964.
- Zum Problem der Zerlegungsgleichheit k-dimensionaler Polyeder. Mathematische Annalen, Bd. 127, S. 170–174 (1954).
- Ergänzungsgleichheit k-dimensionaler Polyeder. Math. Zeitschrift, Bd. 55, Heft 3, S. 292–298 (1952).
- Lineare additive Polyederfunktionale und Zerlegungsgleichheit. Math. Zeitschrift, Bd. 58, S. 4–14 (1953).
- Mit Paul Glur: Zerlegungsgleichheit ebener Polygone. Elemente der Mathematik, Bd. 6, Nr. 5, S. 97–106 (1951).